# مناظره مذهبی آزوچی
مناظره مذهبی آزوچی (به ژاپنی: 安土宗論 Azuchi shūron) مناظره‌ای است که در سال ۱۵۷۹ در قلعه آزوچی مابین راهبان نیچیرن و فرقه جودو که هر دو فرقه‌های بودایی ژاپنی بودند در برابر اودا نوبوناگا برگزار شد. شرح این مناظره مذهبی در کتاب شینچو کوکی آمده‌است.